# インテグラルタンク
インテグラルタンクは、航空機における燃料タンクの形式のひとつである。wet wingともいう。主翼や胴体内の一部をシーラントにより水密として、構造部材そのものを燃料タンクとして利用するもの。別個のタンクを必要としないので機体重量を軽減でき、構造部材内に大量の燃料を積載できるため長距離飛行機向きであり、現代の多くの機体が採用している。
インテグラルではない、通常の燃料タンクとしては、金属製のタンクや、ゴムの袋であるブラダタンクがある。被弾対策を施したセルフシーリングタンク（通称「防弾タンク」）には、タンク外側を積層ゴムでくるむ外装式と、タンク内側に積層ゴムの袋を仕込む内装式（日本では「内袋式」、例として零戦などに採用された「カネビアン内袋式タンク」）がある。ただしセルフシーリングタンクといえども、20 ｍｍクラス以上の大口径機関砲に対してはその効果は限定的である。
インテグラルタンクは防弾（セルフシーリング）ではないため、被弾により燃料のガソリンが爆発炎上しやすく、軍用機向きではない（ただし会敵前にインテグラルタンク内の燃料を使い切るなど、運用方法によっては可）。

## 使用例
インテグラルタンクは燃料積載の効率が良いことから今日のジェット旅客機の燃料タンクはほとんどインテグラルタンクである。
日本海軍の攻撃機、一式陸上攻撃機（一式陸攻）はインテグラルタンクにより、双発機としては絶大な航続力を得た。
この方式は、タンクの防弾化には向かないものの、軽量であり、さらには容量も大きい傾向にあるため、地政学的に長大な飛距離を必要とした一式陸攻などの軍用機がこれを装備した。このことは前述の通り地政学的な理由が多分に含まれるものであったが、しかし結果としてこの設計は大日本帝国の人命軽視の象徴としてたびたび取り上げられることとなった。また、当時の日本における技術水準では、四発陸上攻撃機（爆撃機）の開発は困難であったことも理由としてあげられる。